# Walckenaeria cylindrica
Walckenaeria cylindrica este o specie de păianjeni din genul Walckenaeria, familia Linyphiidae, descrisă de Xu, 1994. Conform Catalogue of Life specia Walckenaeria cylindrica nu are subspecii cunoscute.